# سلانكي

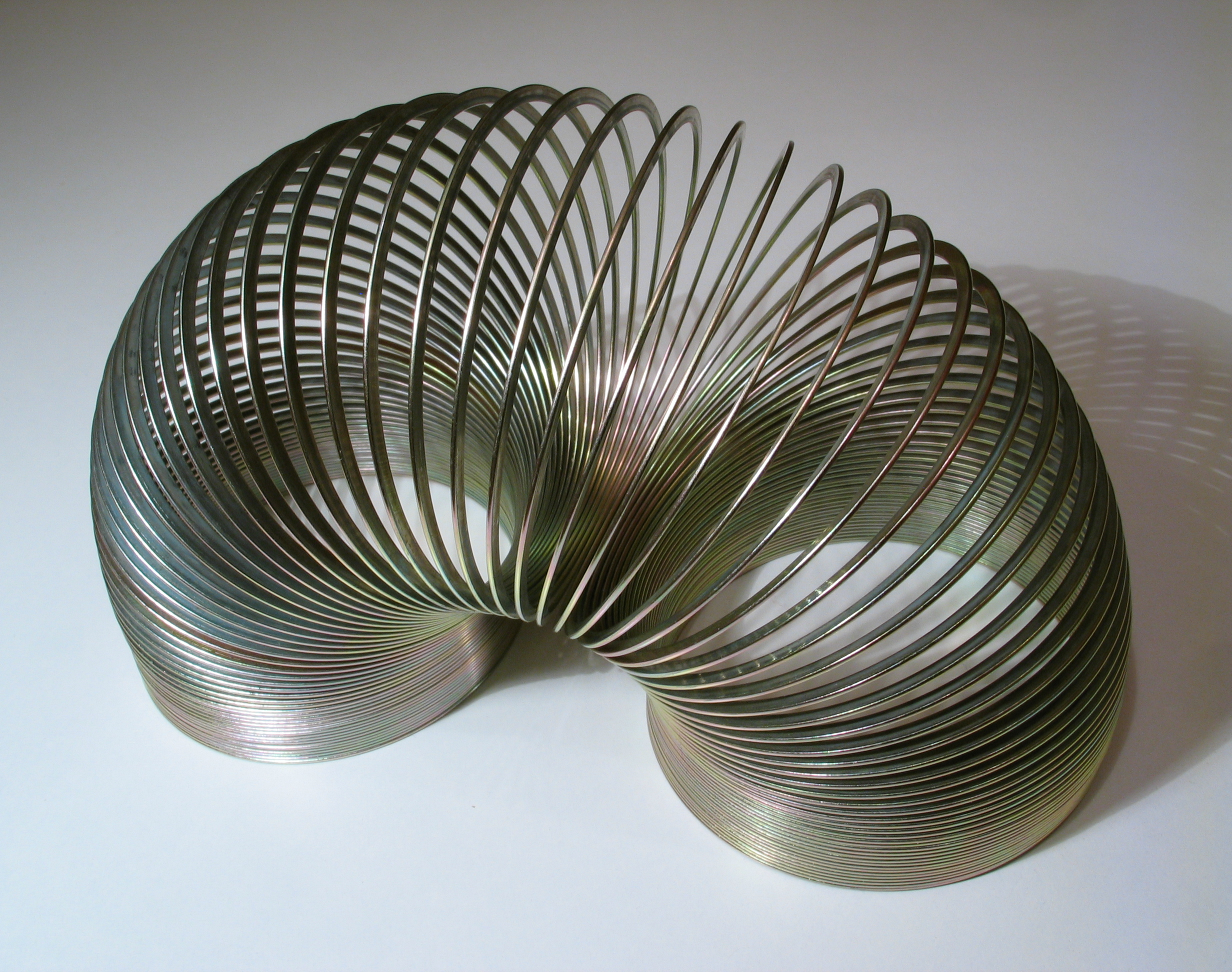
سلانكي معدنية

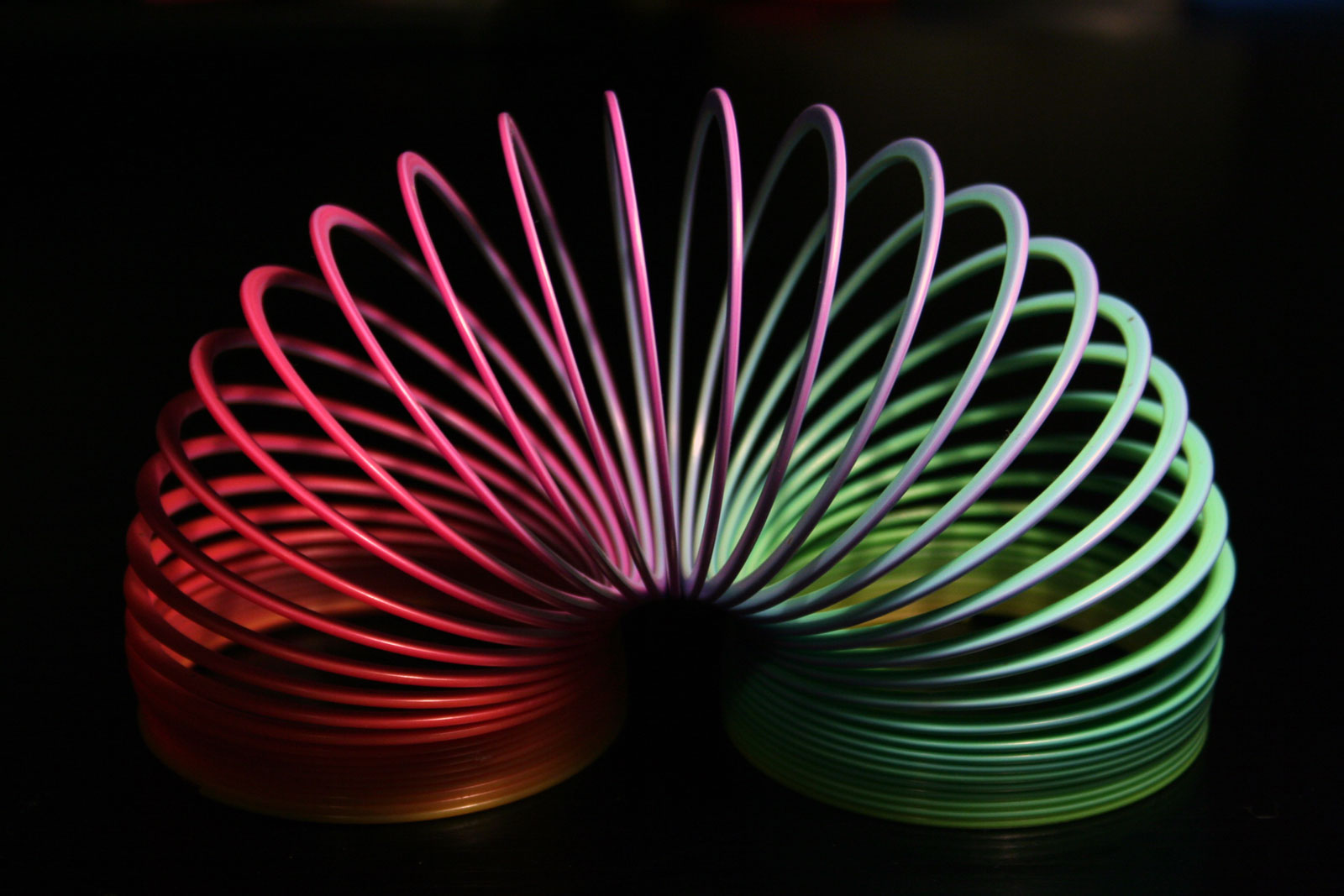
سلانكي بلاستيكية ملونة

السلانكي (بالإنجليزية: Slinky) هي نوع من أنواع الألعاب اليدوية ذاتية الحركة، وهي على شكل لفائف متصلة بعضها ببعض، وهي من اختراع جيمس ريتشارد وهو مهندس ميكانيكي في فيلادلفيا، ويمكنها النزول على الدرج وحدها، لها العديد من الأشكال والأحجام.

## وصلات خارجية
- Slinky Toys official website
- History of the Slinky Toy - about.com نسخة محفوظة 6 نوفمبر 2008 at the Library of Congress
- MIT: Richard James نسخة محفوظة 22 فبراير 2009 على موقع واي باك مشين.
- US patent 2415012, R. T. James, "Toy and process of use", issued 1947-1-28
- Finite element simulation of Slinky on YouTube على يوتيوب